# Cnemolia nyassana
Cnemolia nyassana är en skalbaggsart som beskrevs av Stefan von Breuning 1935. Cnemolia nyassana ingår i släktet Cnemolia och familjen långhorningar.
Artens utbredningsområde är Malawi. Inga underarter finns listade i Catalogue of Life.